# Emoční kvocient
Emoční nebo emocionální kvocient (EQ) je v psychologii číselný ukazatel, který hodnotí emoční inteligenci – lidskou schopnost zacházet s emocemi a spolupracovat se sociálním okolím.
Od inteligenčního kvocientu (IQ) se liší tím, že hodnotí lidské vlastnosti, které mají co do činění s city, emocemi a veškerou komunikací s okolím. Nehodnotí myšlenkové schopnosti, ale složky empatie, sebeovládání, sebeuvědomění, motivace a společenské obratnosti.
Lidé vnímají své okolí a podněty z něj (např. pohyb rukou, gestikulaci, oční kontakt, mrkání, intenzitu hlasu, vibrace, reakce druhé strany, odsednutí atd.) jako informace, se kterými dále pracují. Schopnost poznání a práce s těmito informacemi emocionální kvocient také hodnotí.
Emoční inteligence je schopnost zvládat své emoce a vcítit se do emocí ostatních. Lze ji dělit na:
- intrapersonální:
  - znalost vlastních emocí,
  - ovládání vlastních emocí,
  - schopnost sebemotivace,
- interpersonální, která se někdy nazývá sociální inteligence:[1]
  - empatie, schopnost vcítění se do emocí jiných lidí,
  - schopnost přizpůsobit své jednání na základě emocí jiných lidí.

Emoční kvocient určuje míru schopnosti vcítit se, ovládat nálady, přizpůsobit se, být nezávislý, přátelský, laskavý, úctu, oblíbenost, vytrvalost. Tento pojem poprvé použili v r. 1990 psychologové Peter Salovey z Harvardovy univerzity a John Mayer z univerzity v New Hampshire – pro popis emočních vlastností důležitých pro dosažení úspěchu: vcítění, vyjadřování a chápání pocitů, ovládání nálady, nezávislost, nepřizpůsobivost, oblíbenost, schopnost řešit mezilidské problémy, vytrvalost, přátelskost, laskavost, úcta.
Emoční inteligence se skládá ze sebeuvědomování, sebeovládání, empatie, sociální dovednosti. Je to součást sociální inteligence, která zahrnuje schopnost sledovat vlastní i cizí pocity a emoce a rozlišovat je a využívat těchto informací ve svém myšlení a jednání. Nelze měřit jako IQ. EQ je mnohem méně geneticky zatíženo než IQ.
EQ se staví vedle IQ jako další indikátor, který má vliv na úspěšnost životní dráhy [zdroj?] Lidé s vyšším nebo vysokým EQ mají dobré předpoklady být dobří manažeři, vůdčí osobnosti, poradci, ale také přátelé, milenci a partneři. Mají tedy velký potenciál uplatnění ve společnosti. Dokáží předpovídat problémy (konflikty) předtím, než se zcela rozvinou, tudíž jim jsou schopni zabránit. Ovládají komunikaci a vyjadřováni, díky kterým rozumí svému okolí a okolí rozumí jim. Emoční inteligence je zastoupena stejně u mužů jako u žen, každé z pohlaví ale vyniká v trochu jiných složkách.
EQ testy v současné době nejsou tak rozvinuté a rozšířené jako IQ testy. Většina z těch, které existují, nesplňuje kompletně požadavky odborné veřejnosti a jejich výpovědní hodnota je omezená. To se dá přičíst na vrub neustálému vývoji definice a vymezení EQ.